# Se malgrado te/Addio addio
Se malgrado te/Addio addio  è un singolo discografico dell'attrice e cantante Daniela Goggi, pubblicato nel 1970.

## Descrizione
Il disco è il 45 giri di debutto della cantante, che fino a quel momento aveva percorso con successo la carriera di attrice. Nel 1970 firmò un contratto discografico con l'etichetta Apollo fondata da Edoardo Vianello e Franco Califano nel 1969. Per non sfruttare la popolarità di sua sorella Loretta, Daniela decise di pubblicare il disco con lo pseudonimo Daniela Modigliani.
Il singolo Se malgrado te è stato scritto dallo stesso Vianello con Franco Califano.
Sul lato b figura invece il brano Addio Addio, firmato da Franco Califano su musica di Luigi Lopez.
Per entrambi i brani, l'orchestra fu diretta da Guido De Angelis e Maurizio De Angelis, i futuri Oliver Onions.
Nessuno dei due brani è mai stato inserito in alcun album o raccolta ne su LP, CD o sulle piattaforme digitali e di streaming.

## Tracce
Lato A
1. Se malgrado te - (Edoardo Vianello-Franco Califano)

Lato B
1. Addio Addio - (Franco Califano-Luigi Lopez)